# Andrade (Puentedeume)
Andrade (llamada oficialmente San Martiño de Andrade) es una parroquia española del municipio de Puentedeume, en la provincia de La Coruña, Galicia.

## Entidades de población
Entidades de población que forman parte de la parroquia:
- Barreiro (O Barreiro)
- Cal
- Campanilla (A Campanilla)
- Campolongo-Crucero (Campolongo)
- Castros (Os Castros)
- Grove (Ogrobe)
- Loureiros (Os Loureiros)
- Pía (A Pía)
- Pazos
- Regueira (A Regueira)
- Valdeviñatos
- Vidreiro (O Vidreiro)

## Despoblados
- A Chousa
- Cobés (Covés)

## Demografía
| Gráfica de evolución demográfica de Andrade entre 2000 y 2019 |
|                                                               |
| Datos según el nomenclátor publicado por el INE.              |

## Monumentos

### Iglesia
La iglesia parroquial, en origen románica, de estilo barroco, fue realizada en el siglo XII y ampliada en 1942, dándole mayor cabida longitudinal. Presenta una planta rectangular acabada en su cabecera con un ábside semicircular, dividido en tres tramos por dos contrafuertes, con canecillos de diferentes motivos vegetales, geométricos y antropomorfos. Destaca la decoración de su fachada principal, en cuyo eje vertical se superponen una puerta rectangular con decoración en orejeras, una pequeña hornacina rematada en arco de medio punto, un hueco rentangular y, sobre una base rectangular, una espadaña de dos huecos acabada en pináculos con bola. La parte exterior en su parte más antigua está adornado el alero circundante con diversos motivos tallados en piedra, a los que el paso del tiempo han hecho mella. Ya en el interior, es digno de señalar la existencia de pinturas interiores catalogadas de gran valor por su antigüedad, que no son a día de hoy visibles debido a la ornamentación con un altar más moderno fruto de corrientes arquitectónicas más renovadoras.

## Festividades
- Virgen de la Leche: Segundo domingo de julio.
- San Martín: 11 de noviembre.